# Korwety typu Bayandor
Korwety typu Bayandor – typ czterech korwet marynarki wojennej Iranu, zbudowanych w latach 60. XX wieku w USA.

## Projekt i budowa
Od końca lat 50. XX wieku, w związku z przystąpieniem Iranu do sojuszu CENTO, nastąpił rozwój jego sił zbrojnych, w tym marynarki wojennej, z pomocą finansową państw zachodnich. Pierwszymi większymi okrętami nowo zbudowanymi dla Marynarki Wojennej Iranu stały się cztery korwety typu Bayandor, zbudowane w USA w ramach Programu Pomocy Wzajemnej (Mutual Assistance Programme – MAP). W literaturze określa się je też jako fregaty, od amerykańskiej klasyfikacji PF (Patrol Frigate). Ich projekt podobny był do korwet typu Albatros budowanych w latach 50. we Włoszech dla krajów NATO (również finansowanych z amerykańskiego programu MDAP) i Indonezji.
Korwety dla Iranu budowane były w stoczni Levingstone Shipbuilding w Orange w Teksasie, pod tymczasowymi oznaczeniami marynarki amerykańskiej PF-103 do PF-106. Zbudowano je w dwóch transzach: pierwsze dwie rozpoczęto w 1962 roku, wodowano w 1963 i przekazano w 1964, a następne dwie rozpoczęto w 1967 roku, wodowano w 1968 i przekazano w 1969. Otrzymały nazwy od nazwisk oficerów marynarki zabitych w starciach z Brytyjczykami podczas brytyjsko-radzieckiej interwencji w Iranie w sierpniu 1941 roku. 
W 1976 roku numery taktyczne F 25 do F 28 zamieniono na 81 do 84. Dwa okręty, „Milanian” i „Kahnamuie” zostały zatopione w 1982 roku podczas wojny iracko-irańskiej.

## Okręty
| Nr burt.  | Okręt                 | Położenie stępki | Wodowanie    | Wejście do służby | Uwagi            |
| --------- | --------------------- | ---------------- | ------------ | ----------------- | ---------------- |
| F 25 → 81 | Bayandor (ex PF-103)  | 20. 08. 1962     | 7. 07. 1963  | 18. 05. 1964      |                  |
| F 26 → 82 | Naghdi (ex PF-104)    | 12. 09. 1962     | 10. 10. 1963 | 22. 07. 1964      |                  |
| F 27 → 83 | Milanian (ex PF-105)  | 1. 05. 1967      | 4. 01. 1968  | 13. 02. 1969      | zatopiony w 1982 |
| F 28 → 84 | Kahnamuie (ex PF-106) | 12. 06. 1967     | 4. 04. 1968  | 13. 02. 1969      | zatopiony w 1982 |

## Opis

### Architektura i opis ogólny

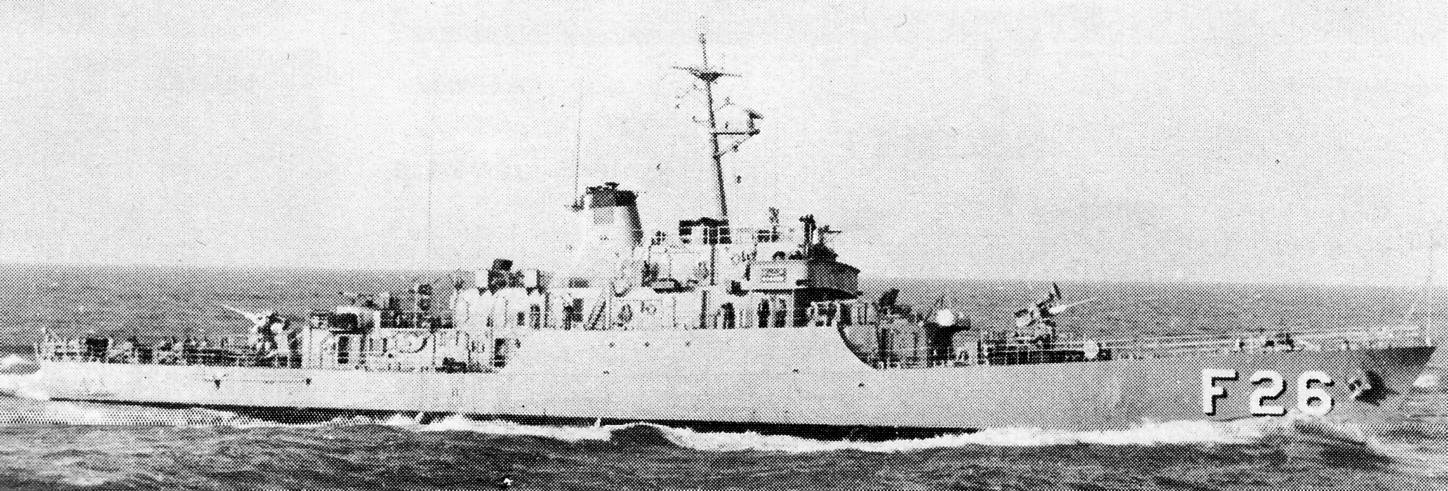
„Naghdi” ok. 1969 w oryginalnej postaci

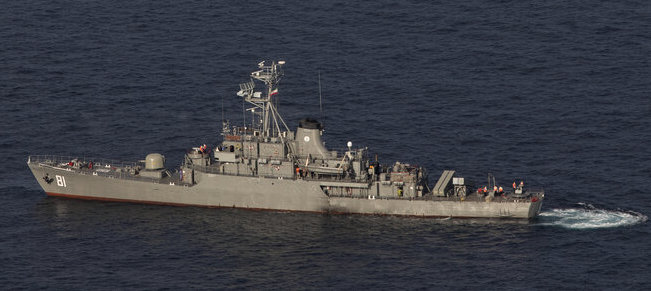
„Bayandor” w 2019 po modernizacji

Okręty miały gładkopokładowy kadłub z rozbudowaną nadbudówką zajmującą śródokręcie, połączoną z pojedynczym  zwężającym się ku górze kominem. Dolna kondygnacja nadbudówki stanowiła nadbudowę, ze ścianami stanowiącymi przedłużenie burt. Dziobnica była lekko wygięta na zewnątrz i wychylona do przodu, a pokład miał wznios na dziobie. Na pokładzie dziobowym i rufowym umieszczone były pojedyncze działa artylerii głównej. Na dachu nadbudówki dziobowej był pojedynczy pochylony maszt palowy stanowiący podstawę anten radarów, później podparty zastrzałami od tyłu, a dalej komin. Na pokładzie nadbudówki za kominem umieszczona była armata przeciwlotnicza. Rufa była pawężowa.
Długość całkowita okrętów wynosiła 83,8 m, szerokość 10 m, a zanurzenie 3,1 m. Wyporność standardowa wynosiła 900 ts (ton angielskich), a pełna 1135 ts.
Załoga okrętu składała się ze 133 do 140 osób.

### Uzbrojenie
Uzbrojenie artyleryjskie składało się oryginalnie z dwóch pojedynczych amerykańskich dział uniwersalnych Mk 34 kalibru 76 mm (3 cale), o długości lufy 50 kalibrów (L/50). Działa były umieszczone na odkrytych stanowiskach na pokładzie dziobowym i rufowym, bez masek ochronnych. Kąt podniesienia luf wynosił do 85°, a szybkostrzelność do 50 strzałów na minutę. Strzelały one pociskami o masie 6 kg na maksymalną odległość 12,8 km (7 Mm). Uzbrojenie uzupełniała podwójnie sprzężona armata przeciwlotnicza Bofors L/60 kalibru 40 mm, na końcu pokładu nadbudówki. Ich szybkostrzelność wynosiła 120 strzałów/min, a donośność do 10 km.
Do zwalczania okrętów podwodnych służył miotacz rakietowych bomb głębinowych Hedgehog przed nadbudówką dziobową oraz cztery miotacze i dwie zrzutnie bomb głębinowych, z zapasem 60 bomb.

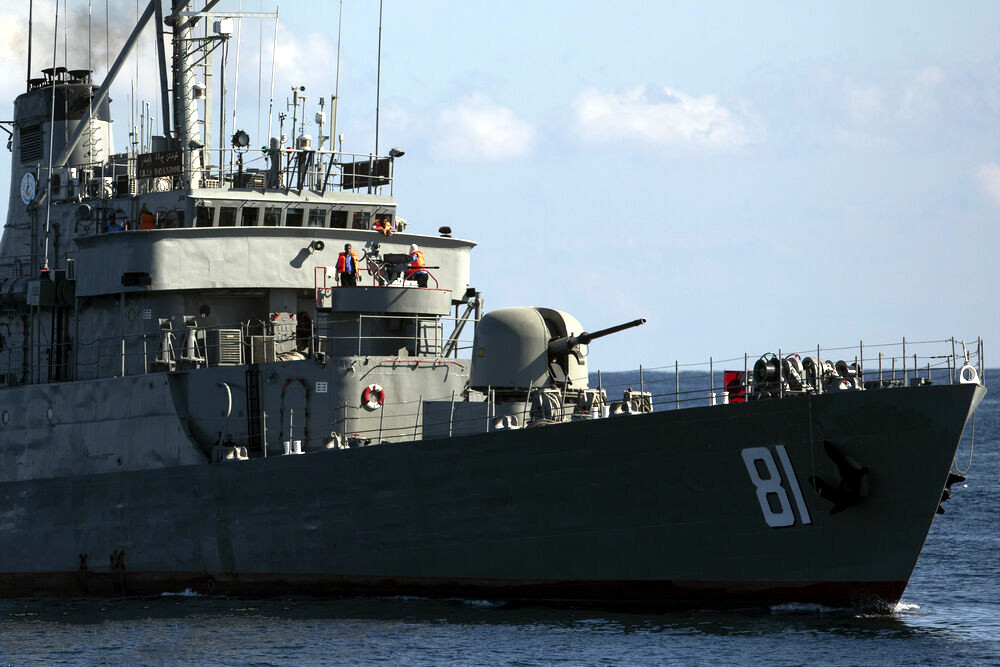
„Bayandor” w 2019 po modernizacji

Do połowy lat 80. miotacz bomb głębinowych Hedgehog przed mostkiem był zastępowany przez podwójnie sprzężone radzieckie działko przeciwlotnicze ZU-23-2 kalibru 23 mm, a według części literatury, następnie montowano jeszcze drugie takie stanowisko. W 1990 roku działka ZU-23-2 i zrzutnie bomb głębinowych zostały zastąpione na dwóch ocalałych okrętach przez dwa pojedyncze działka kalibru 20 mm Oerlikon GAM-B01, przed mostkiem i na rufie. W latach 90. uzbrojenie stanowiły ponadto dwa karabiny maszynowe kalibru 12,7 mm.

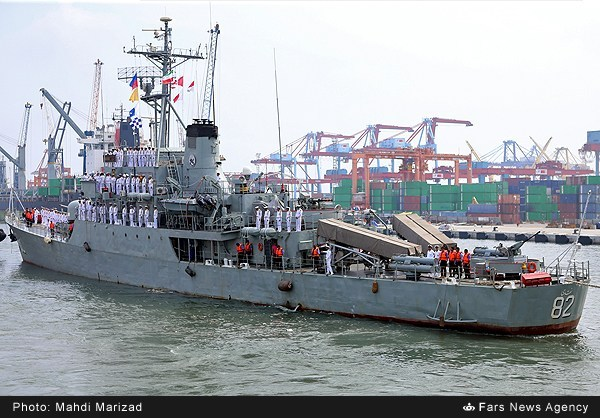
„Naghdi” po modernizacji w 2015 ze zmodyfikowanym położeniem wyrzutni pocisków C-802

W 2009 roku „Naghdi”, a w 2013 roku „Bayandor” przeszły dalej idącą modernizację uzbrojenia, w toku której oba działa kalibru 76 mm zastąpiono przez nowoczesne działo OTO Melara 76 mm Compact L/62 w wieży na dziobie, z elektrooptycznym systemem celowniczym. Szybkostrzelność wynosi do 85 strzałów/min, zasięg ognia do 16 km, a masa pocisku 6 kg. Armatę przeciwlotniczą 40 mm przesunięto w stronę rufy, na miejsce drugiej armaty 76 mm, a na jej miejscu z tyłu nadbudówki umieszczono poprzecznie cztery kontenerowe wyrzutnie chińskich pocisków przeciwokrętowych C-802 Noor. Ich zasięg wynosi do 120 km, a głowica ma masę 165 kg. Na pokładzie rufowym dodano dwie potrójne wyrzutnie Mk 32 torped kalibru 324 mm przeciwko okrętom podwodnym. Z fotografii wynika, że rozmieszczenie wyrzutni pocisków i działek przeciwlotniczych na „Bayandor” było nieco inne, a na „Naghdi” je następnie zmieniano. Pozostawiono dwa działka 20 mm Oerlikon.

### Wyposażenie
Wyposażenie radioelektroniczne obejmowało:
- radar Westinghouse SPS-6C – dozoru nawodnego i powietrznego, z anteną na maszcie, o zasięgu do 146 km dla celu wielkości myśliwca[5]
- radar Racal(inne języki) Decca(inne języki) – dozoru nawodnego, z anteną na maszcie poniżej radaru SPS-6 (dodany między końcem lat 70. a połową lat 90.)[c].
- radar Raytheon 1650 – nawigacyjny, z anteną na szczycie masztu[5]
- radar SPG-34[6] lub według innych źródeł Mk 36 – artyleryjski, na dziale dziobowym[5]
- sonar SQS-17A – kadłubowy, wysokiej częstotliwości[5].

Działa kalibru 76 mm miały system kierowania ogniem Mk 63, a działa 40 mm Mk 51 Mod 2.

### Napęd
Okręty napędzane były przez silniki wysokoprężne poruszające dwa wały śrub. Według różnych publikacji, były to cztery silniki Fairbanks-Morse 38D81/8 o łącznej mocy 6000 bhp lub dwa silniki Fairbanks-Morse 38TD8-1/8-9 o łącznej mocy 5250 hp (3,92 MW). Prędkość maksymalna wynosiła 20 węzłów. Okręty zabierały zapas 110 ton paliwa, co zapewniało zasięg wynoszący 3000 mil morskich przy prędkości ekonomicznej 15 węzłów.